# Каверинский сельсовет (Липецкая область)
Каверинский сельсовет — сельское поселение в Добринском районе Липецкой области Российской Федерации.
Административный центр — село Паршиновка.

## История
Статус и границы сельского поселения установлены Законом Липецкой области от 23 сентября 2004 года № 126-ОЗ «Об установлении границ муниципальных образований Липецкой области»

## Население
| 2010  | 2012  | 2013  | 2014  | 2015  | 2016  | 2017  |
| ----- | ----- | ----- | ----- | ----- | ----- | ----- |
| 1249  | ↘1209 | ↘1190 | ↘1171 | ↘1127 | ↘1103 | ↘1090 |
| 2018  | 2021  |       |       |       |       |       |
| ↘1054 | ↘985  |       |       |       |       |       |

## Состав сельского поселения
| № | Населённый пункт | Тип населённого пункта       | Население |
| - | ---------------- | ---------------------------- | --------- |
| 1 | Алексеевка       | деревня                      | ↘97       |
| 2 | Паршиновка       | село, административный центр | ↘964      |
| 3 | Петровка         | деревня                      | 23        |
| 4 | Ровенка          | село                         | ↘165      |